# Daniel Garrigue
Pour les articles homonymes, voir Garrigues.
Daniel Garrigue, né le 4 avril 1948 à Talence (Gironde), est un homme politique français.

## Biographie
Étudiant à l'Institut d'études politiques de Paris, il fait partie des étudiants qui refusent les mouvements de rue de Mai 68 mais qui souhaitent les réformes[réf. nécessaire]. Il participe ainsi[Comment ?] aux réflexions et aux débats qui préparent la loi Faure sur l'Université. Pour contrecarrer les tentatives de boycott des élections universitaires, il participe au groupe d'extrême droite Action nationaliste aux élections de Sciences Po en 1969 et il milite au Cercle Pareto, disant avoir alors été « bagarreur ». Il fait campagne pour le « oui » au référendum de 1969, puis se reconnaît dans la Nouvelle société de Jacques Chaban-Delmas. Après l'éviction du Premier ministre en juillet 1972, il se rapproche du Front progressiste de Dominique Gallet. Soutien de Chaban-Delmas à l'élection présidentielle de 1974, il participe, après l'échec de ce dernier, à la fondation du Club de l'horloge le 10 juillet 1974, et en rédige les premiers statuts. Il s'en sépare en janvier 1975, rejoint l'Union des démocrates pour la République, et contribue à la rédaction de L'Enjeu dans l'équipe du secrétaire général Yves Guéna. Il appartient au Rassemblement pour la République mais s'en sépare en 1978 pour rejoindre la Fédération des républicains de progrès de Jean Charbonnel.
Diplômé de Sciences Po en 1969, il devient administrateur à l'Assemblée nationale en 1973, notamment dans les Commissions des Lois, des Finances, de la Production et des Échanges, de la Défense nationale.
Originaire de Dordogne, il est élu pour la première fois conseiller général RPR de la Dordogne, lors des élections cantonales de 1992, puis élu député de la 2e circonscription de la Dordogne en 1993. Il est maire de Bergerac de 1995 à 2008. Ayant perdu son siège de député aux élections législatives de 1997, il le retrouve en 2002, et est réélu député de la Dordogne en 2007. Il remporte les élections cantonales le 28 mars 2011 et devient conseiller général de Bergerac.

## Positions politiques
Issu du courant des gaullistes sociaux du RPR, il démissionne, le 5 décembre 2008, de l'UMP et du groupe parlementaire pour protester contre ce qu'il estime être un manque de débat au sein du parti majoritaire, en particulier sur les questions du bouclier fiscal et du retour de la France dans le commandement intégré de l'OTAN, sur lesquels il est opposé à la ligne de l'UMP. Il devient alors député non-inscrit.
Il rejoint en juin 2010 le mouvement de Dominique de Villepin, République solidaire, dont il devient le porte-parole le 24 novembre 2010, en remplacement de Marie-Anne Montchamp devenue secrétaire d'État dans le troisième gouvernement François Fillon,. Il adresse sa lettre de démission le 12 avril 2011 à la suite de désaccords sur le programme qui sera présenté par Dominique de Villepin deux jours plus tard, le 14 avril en dénonçant le manque de cohérence et de concertation d'un certain nombre de mesures, en particulier le projet de revenu citoyen.
Il choisit de soutenir la candidature du président du MoDem François Bayrou à l'élection présidentielle de 2012. L'UMP investit alors contre lui l'ancien sénateur Dominique Mortemousque en vue des élections législatives de 2012. Le 10 juin 2012, Daniel Garrigue échoue au premier tour, terminant sixième avec 13,89 %.
Lors de l'élection présidentielle de 2017, il vote pour le candidat du Parti socialiste, Benoît Hamon, au premier tour et indique qu'il votera « sans aucun enthousiasme » pour le candidat En marche, Emmanuel Macron, au second tour.

## Détail des mandats et fonctions
- 30/03/1992 - 08/07/1995 : Conseiller général de la Dordogne.
- 02/04/1993 - 21/04/1997 : Député de la 2e circonscription de la Dordogne.
- 19/06/1995 - 16/03/2008 : Maire (deux mandats) de Bergerac (Dordogne).
- 19/06/2002 - 11/06/2012 : Député de la 2e circonscription de la Dordogne.
- 28/03/2011 - 01/04/2015 : Conseiller général de la Dordogne (canton de Bergerac-1)[15] : il ne s'est pas représenté lors des élections départementales de mars 2015.
- 05-04-2014 - 04/07/2020 : Maire de Bergerac[16],[17] : il ne s'est pas représenté lors des élections municipales de 2020.

## Ouvrages
- Le Député aujourd'hui, Paris, Assemblée nationale, coll. « Connaissance de l'Assemblée nationale » (no 6), 1992, 132 p. (ISBN 2-11-087102-4).
- Dir. avec Jacques Remiller, La Chimie en France : une force méconnue ?, Sèvres, Agora Europe, 2004, 156 p. (BNF 39941424).
- Le Roman de la 21 : histoire d'une déviation, Saint-Pierre-d'Eyraud, Impressions, 2010, 128 p. (ISBN 978-2-917494-05-9).
- Le temps des gaullistes de gauche  (préf. Bernard Lachaise), Paris, L'Harmattan, coll. « Histoire, Textes, Sociétés », octobre 2018, 298 p. (ISBN 978-2-343-15863-1, lire en ligne).
- Mémoires d'un activiste, Périgueux, La Lauze, octobre 2024, 316 p. (ISBN 978-2-35249-068-5).